# Les Grains du rosaire
Pour plus de détails, voir Fiche technique et Distribution.
Les Grains du rosaire (Paciorki jednego różańca) est un film polonais réalisé par Kazimierz Kutz, sorti en 1980.
C'est le dernier film d'une trilogie commencée avec Le Sel de la terre noire et poursuivie avec La Perle de la couronne.
C'est l'adaptation du roman Tego domu już nie ma de Albin Siekierski.

## Fiche technique
- Titre original : Paciorki jednego różańca
- Titre français : Les Grains du rosaire
- Réalisation : Kazimierz Kutz
- Scénario : Kazimierz Kutz d'après le roman de Albin Siekierski
- Décors : Maria Karmolinska
- Costumes : Barbara Ptak
- Photographie : Wiesław Zdort
- Montage : Józef Bartczak
- Musique : Wojciech Kilar
- Pays d'origine : Pologne
- Format : Couleurs - 35 mm - 1,66:1 - Mono
- Genre : comédie dramatique
- Durée : 106 minutes
- Date de sortie :
  - Pologne : 24 mars 1980

## Distribution
- Augustyn Halotta : Karol Habryka
- Ewa Wiśniewska : Zosia Habryka, la femme d'Antek
- Franciszek Pieczka : Jerzy Habryka
- Jan Bógdol : Antek Habryka
- Marta Straszna : Habrykowa
- Stanisław Zaczyk : Malczewski, le gérant de la mine